# 金榮昡
金榮昡（1966年11月23日—），大韓民國電視編劇。
1991年，在《信用經濟》擔任記者開始職業生涯，1992年至1996年間擔任MBC電視台《愛的播音室》、《星期天星期天夜晚》等娛樂節目策劃人兼撰稿作家，曾於1998年以《Theme Game》獲得MBC喜劇大賞作家部門特別賞。自1996年起，執筆電視劇《簡易車站Ⅱ》後開始涉足電視劇領域。
金榮昡通過《大長今》成名，由於當時年輕加上沒有編寫過古裝劇，電視台剛開始是反對讓她擔任編劇工作，因為導演李丙勳對她才華的欣賞，在堅持之下任用了金榮昡。劇中涉及大量飲食和醫學上的專業問題，所以她花了一年又八個月的時間作準備，以史料上記載的幾百字，加上不斷搜集其他資料和學者專家的考證來完成劇本。
2007年，她與共同創作過《H.I.T》的朴尚淵一起設立作家專門公司KP&SHOW，參考美式劇本創作的「Creating System」，以企劃者為中心，多位作家通過會議討論出作品構成脈絡，執筆作家再以此為基礎來寫出劇本。

## 經歷
- 1991年：韓國產業經濟研究院所屬雜誌《信用經濟》記者
- 1992年－1996年：MBC娛樂節目策劃人兼撰稿作家
- 2007年：與朴尚淵作家共同設立KP&SHOW，現為代表理事

## 作品

### 劇本
- 1998年：MBC《法庭風雲》
- 2001年：SBS《神話》
- 2003年：MBC《大長今》
- 2005年：SBS《薯童謠》
- 2007年：MBC《H.I.T》
- 2009年：MBC《善德女王》
- 2011年：SBS《樹大根深》
- 2015年：SBS《六龍飛天》
- 2019年：tvN《阿斯達年代記》

### 原創
- 2008年：KBS《最強七迂》
- 2011年：MBC《Royal Family》
- 2012年：SBS《清潭洞愛麗絲》
- 2017年：tvN《Circle：相連的兩個世界》

## 獲獎
- 1998年：MBC演藝大賞－作家部門 特別賞
- 2003年：MBC演技大賞－作家部門 特別賞（大長今）
- 2009年：MBC演技大賞－TV部門 作家賞（善德女王）
- 2010年：韓國PD大賞－製作部門 電視作家賞（善德女王）
- 2010年：第5屆首爾國際電視節－韓流特別賞 作家賞（善德女王）
- 2012年：第48屆百想藝術大賞－TV部門 劇本賞（樹大根深）

## 腳註
1. ↑  在上海參加中韓電視劇創作交流會時曾親自正名過
2. ↑  .   [2014-05-01]. （原始内容存档于2014-05-02）.
3. ↑  .   [2014-05-01]. （原始内容存档于2014-05-02）.
4. ↑  .   [2014-05-01]. （原始内容存档于2014-05-02）.

## 外部連結
- NAVER （页面存档备份，存于）